# Trempealeau
Trempealeau is een plaats (village) in de Amerikaanse staat Wisconsin, en valt bestuurlijk gezien onder Trempealeau County.

## Demografie
Bij de volkstelling in 2000 werd het aantal inwoners vastgesteld op 1319. In 2006 is het aantal inwoners door het United States Census Bureau geschat op 1517, een stijging van 198 (15,0%).

## Geografie
Volgens het United States Census Bureau beslaat de plaats een oppervlakte van 3,3 km², waarvan 3,1 km² land en 0,2 km² water. Trempealeau ligt op ongeveer 208 m boven zeeniveau.

## Plaatsen in de nabije omgeving
De onderstaande figuur toont nabijgelegen plaatsen in een straal van 20 km rond Trempealeau.